# القنب الهندي في ساموا
القنب الهندي غير قانوني في ساموا.

## القانون
ينظم قانون المخدرات لعام 1967 حيازة الحشيش وبيعه وتصرفه وزراعته وإنتاجه ووصفه. بموجب القانون فالقنب مخدر من الفئة (ب). عدل قانون مرتين فقط منذ إنشائها في عام 1967، الأولى في عام 2006 والثانية في 2009.

### الزراعة
زراعة القنب أو امتلاك بذوره غير قانوني بموجب القسم 6 من القانون. في حالة إدانته، تكون العقوبة القصوى هي السجن 14 عامًا.

### الملكية
من غير القانوني حيازة القنب أو محاولة حيازته بموجب المادة 7 من القانون. في حالة إدانته، تكون العقوبة القصوى هي السجن 14 عامًا. 